# Lustro zbrodni
Lustro zbrodni lub Na brzegu – film fabularny produkcji amerykańskiej z 2003 roku.

## Obsada
- Nathan Fillion – Robert
- Chandra West – Molly Graves
- Emmanuelle Vaugier – Rae Baines
- Ralph J. Alderman (w czołówce jako Ralph Alderman) – Byron Kester
- Daniel Baldwin – Mayor Block
- Douglas O'Keeffe – oficer Campbell
- William MacDonald – T. Wallace
- Daryl Shuttleworth – szeryf Dodd